# Distretto di Bang Saphan Noi
Il distretto di Bang Saphan Noi (in thailandese: บางสะพานน้อย) è un distretto (amphoe) della Thailandia, situato nella provincia di Prachuap Khiri Khan.